# Lentiai
Lentiai é uma comuna italiana da região do Vêneto, província de Belluno, com cerca de 2.958 habitantes. Estende-se por uma área de 37 km², tendo uma densidade populacional de 80 hab/km². Faz fronteira com Cesiomaggiore, Feltre, Mel, Santa Giustina, Valdobbiadene (TV), Vas.

## Demografia
| Variação demográfica do município entre 1861 e 2011                               |
|                                                                                   |
| Fonte: Istituto Nazionale di Statistica (ISTAT) - Elaboração gráfica da Wikipedia |